# Itasca (jezero)
Itasca je malo jezero na sjeverozapadu američke savezne države Minnesota iz koje istječe rijeka Mississippi.

## Opis
Jezero Itasca ima površinu od 4,7 km², prosječne dubine 6 do 11 m i nalazi se na 450 m nadmorske visine. 
Iz jezera Itasca rijeka Mississippi teče 3770 km do svog ušća u Meksički zaljev. 
Nazivi indijanaca Chippewa (Ojibwe) za ovo jezero bilo je Omashkoozo-zaaga'igan što bi značilo Jezero Losa. Naziv je promijenio Henry Schoolcraft koji je naziv "Itasca" iskovao od latinskih riječi  veritas ("istina") i caput ("glava").